# Mauro Ferri
Mauro Ferri (ur. 15 marca 1920 w Rzymie, zm. 29 września 2015 tamże) – włoski polityk i prawnik, członek Izby Deputowanych i poseł do Parlamentu Europejskiego, od 1972 do 1973 minister przemysłu, handlu i rzemiosła, od 1995 do 1996 przewodniczący Sądu Konstytucyjnego.

## Życiorys
W 1942 ukończył studia prawnicze na Uniwersytecie Rzymskim „La Sapienza”, uzyskał uprawnienia adwokata i obronił doktorat. Podczas II wojny światowej walczył w partyzantce, w styczniu 1944 aresztowany przez władze. Po wyzwoleniu Włoch został burmistrzem rodzinnego miasta swojego ojca, Castel San Niccolò.
Wstąpił do Włoskiej Partii Socjalistycznej, należał do centralnych władz partii. Był radnym miasta i prowincji Arezzo. W latach 1953–1976 zasiadał w Izbie Deputowanych II, III, IV, V i VI kadencji. W drugiej połowie lat 60. był sekretarzem PSI oraz szefem wspólnego klubu parlamentarnego PSI–PSDI, w 1969 przeszedł do PSDI. Od 1972 do 1973 sprawował funkcję ministra przemysłu, handlu i rzemiosła w rządzie Giulio Andreottiego. Pod koniec 1973 wraz z wieloma innymi politykami został oskarżony o korupcję związaną z przemysłem paliwowym. Ostatecznie w 1979 został oczyszczony ze wszystkich zarzutów.
W 1979 wybrano go posłem do Parlamentu Europejskiego, przystąpił do frakcji socjalistycznej. W latach 1987–1996 zasiadał w Sądzie Konstytucyjnym z nominacji prezydenta Francesco Cossigi, od 24 października 1995 do 3 listopada 1996 zajmował stanowisko jego przewodniczącego.

## Odznaczenia
Kawaler Krzyża Wielkiego Orderu Zasługi Republiki Włoskiej (1987).